# Megastigmus formosus
Megastigmus formosus är en stekelart som beskrevs av Milliron 1949. Megastigmus formosus ingår i släktet Megastigmus och familjen gallglanssteklar. Inga underarter finns listade i Catalogue of Life.